# Noord-Thürings voetbalkampioenschap 1928/29
In 1928/29 werd het veertiende voetbalkampioenschap van Noord-Thüringen gespeeld, dat georganiseerd werd door de Midden-Duitse voetbalbond. SpVgg Erfurt werd kampioen en plaatste zich voor de Midden-Duitse eindronde. De club versloeg SpVgg Preußen 1905 Nordhausen en verloor dan van SC Apolda. 

## Gauliga
| Plaats | Club                     | Wed. | W  | G | V  | Saldo | Ptn.  |
| ------ | ------------------------ | ---- | -- | - | -- | ----- | ----- |
| 1.     | SpVgg 02 Erfurt          | 18   | 14 | 1 | 3  | 60:22 | 29:7  |
| 2.     | VfB 1904 Erfurt          | 18   | 13 | 2 | 3  | 64:28 | 28:8  |
| 3.     | BC 07 Arnstadt           | 18   | 10 | 3 | 5  | 63:43 | 23:13 |
| 4.     | Erfurter SC 1895         | 18   | 9  | 2 | 7  | 50:29 | 20:16 |
| 5.     | SC 1911 Stadtilm         | 18   | 8  | 3 | 7  | 49:48 | 19:17 |
| 6.     | FV 1907 Germania Ilmenau | 18   | 6  | 3 | 9  | 43:51 | 15:21 |
| 7.     | TSV Schwarz-Weiß Erfurt  | 18   | 6  | 2 | 10 | 39:60 | 14:22 |
| 8.     | Sportring BV 1897 Erfurt | 18   | 5  | 3 | 10 | 33:69 | 13:23 |
| 9.     | SV 1909 Arnstadt         | 18   | 4  | 2 | 12 | 25:43 | 10:26 |
| 10.    | VfB Sömmerda             | 18   | 2  | 5 | 11 | 31:64 | 9:27  |

|  | Kampioen, geplaatst voor Midden-Duitse eindronde |
|  | Degradatie                                       |